# Унита продутива (Новара)
Унита продутива је насеље у Италији у округу Новара, региону Пијемонт.
Према процени из 2011. у насељу је живело 215 становника. Насеље се налази на надморској висини од 153 м.